# Polska Organizacja Wojskowa

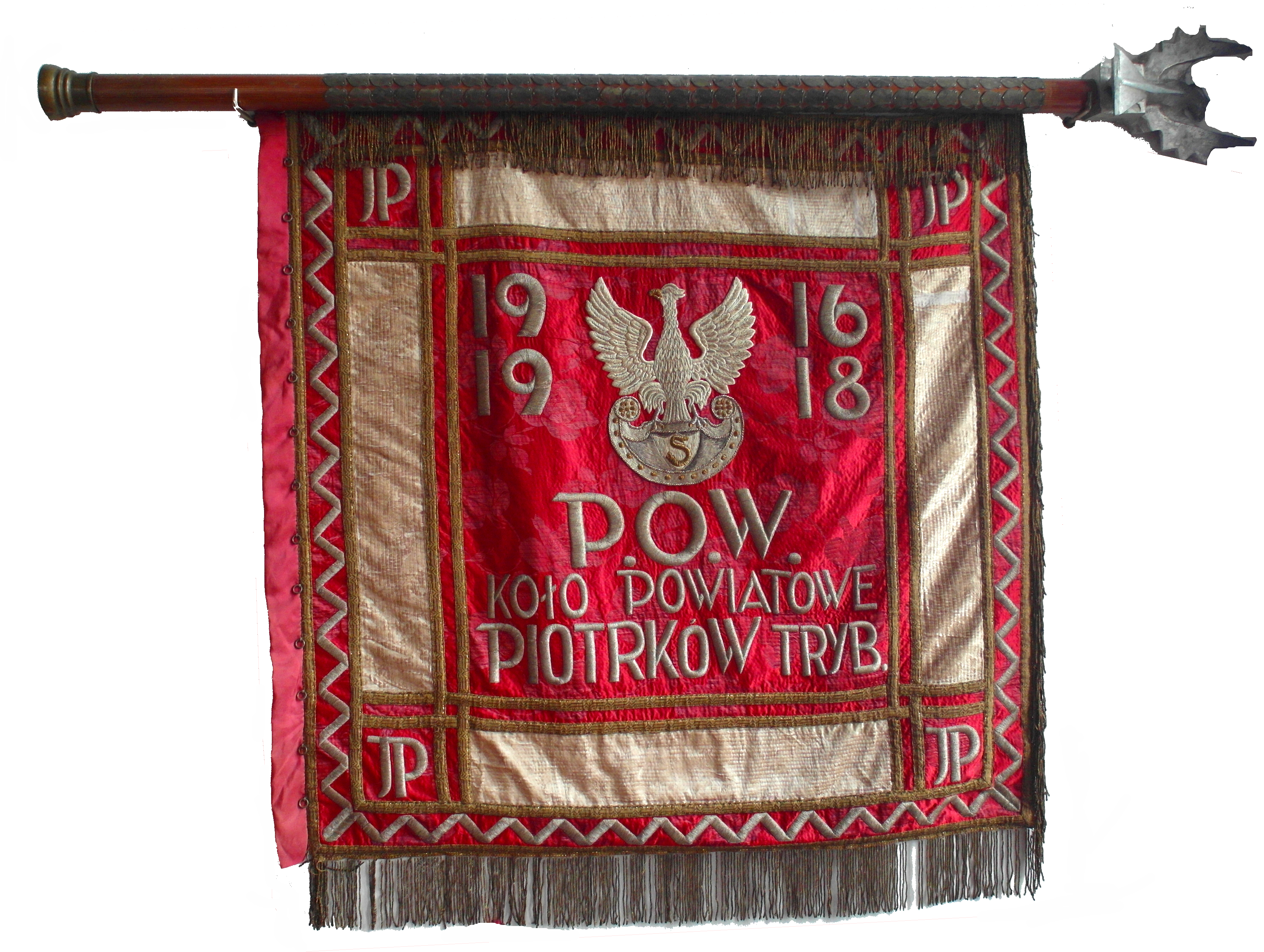
Sztandar Koła Powiatowego POW w Piotrkowie Trybunalskim

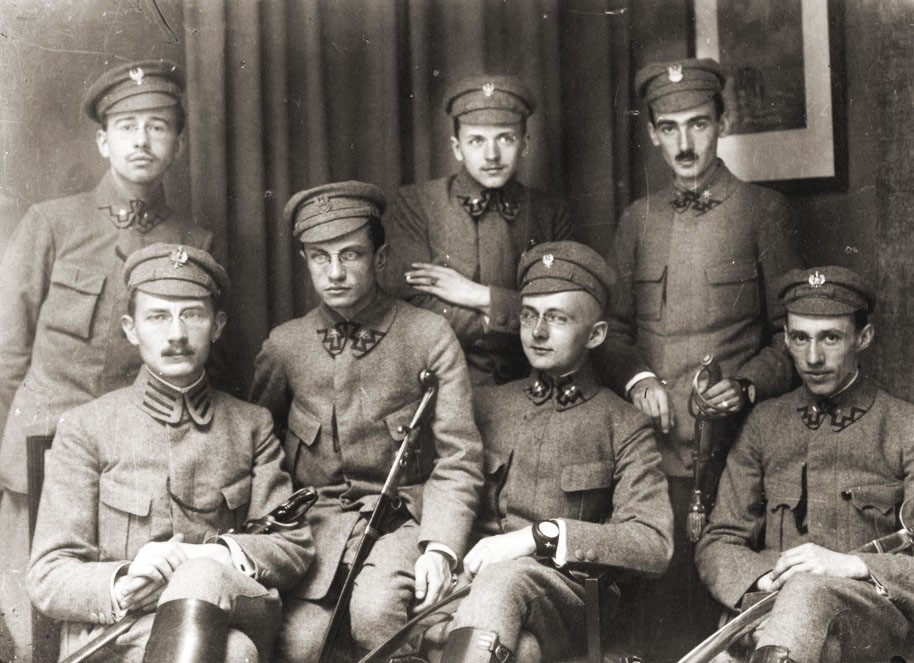
Komenda Naczelna POW w roku 1914. Stoją od lewej: ppor. Aleksander Tomaszewski, ppor. Marian Zyndram-Kościałkowski, ppor. Wacław Jędrzejewicz. Siedzą od lewej: D. Zawistowski, ppor. Konrad Libicki, por. Tadeusz Żuliński, ppor. Bogusław Miedziński

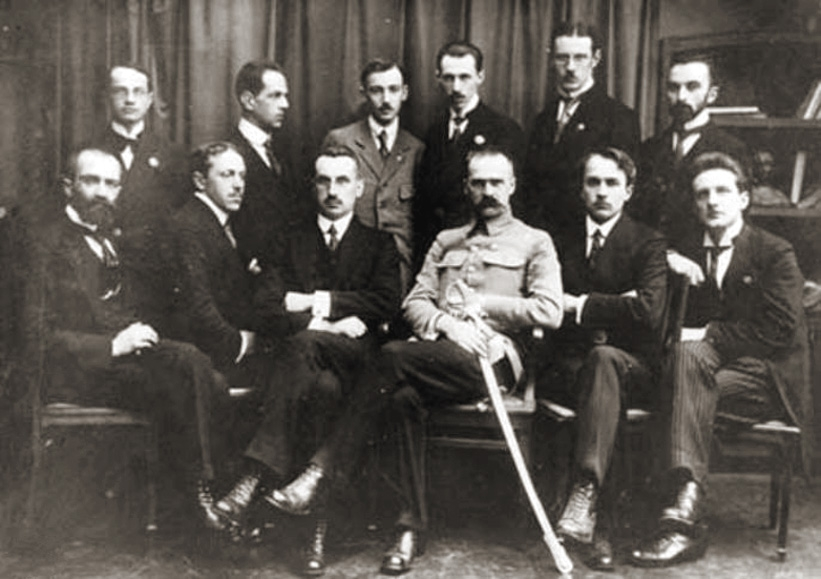
Komenda Naczelna POW 1917

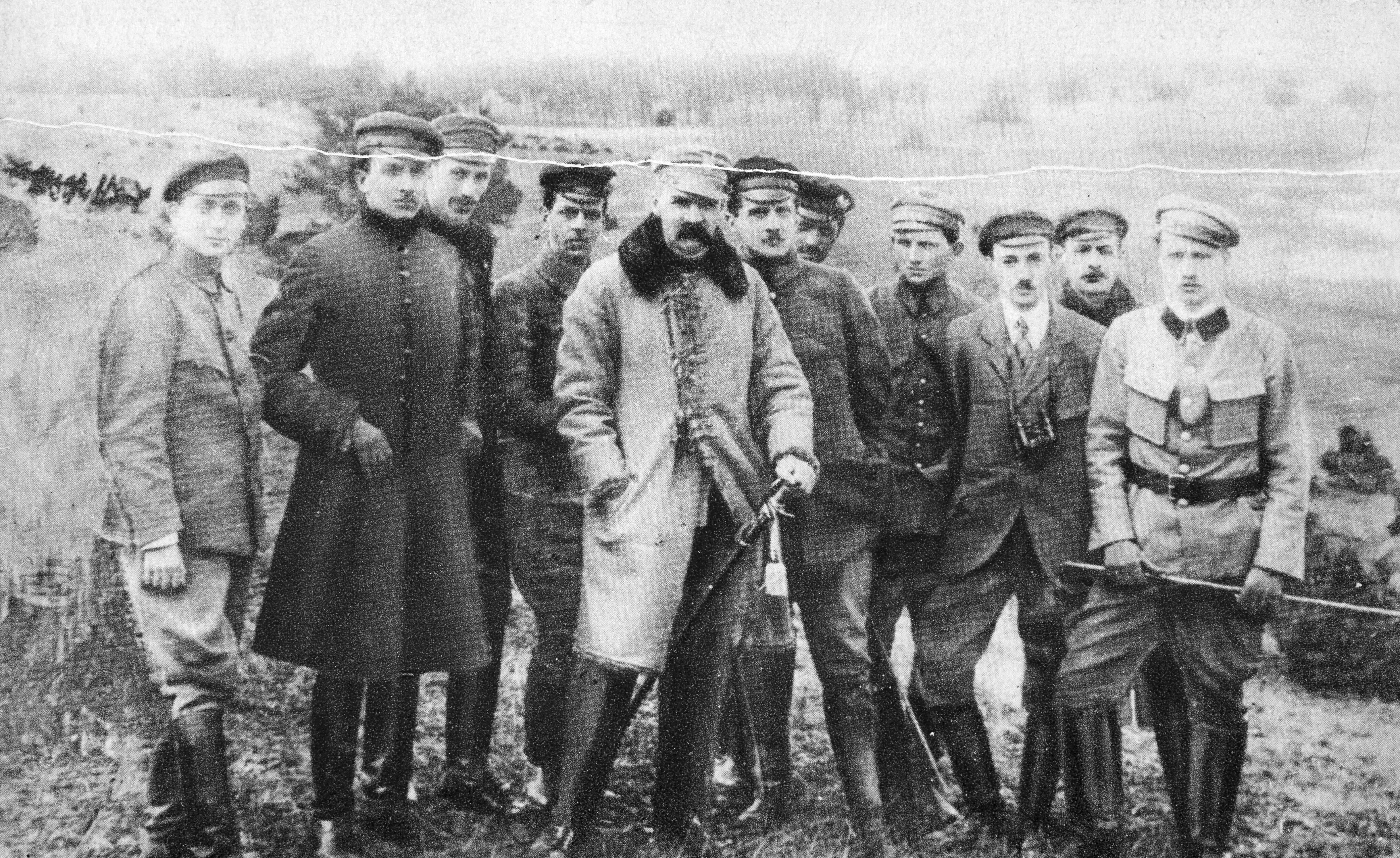
Józef Piłsudski z oficerami Komendy Naczelnej POW w 1917. Stoją od lewej: Karol Lilienfeld-Krzewski, Tadeusz Kasprzycki, Bogusław Miedziński, Janusz Gąsiorowski, Józef Piłsudski, Jan Wojsznar-Opieliński, Henryk Krok-Paszkowski, Wacław Denhoff-Czarnocki, Wacław Jędrzejewicz, S. Trojanowski, Stefan Pomarański

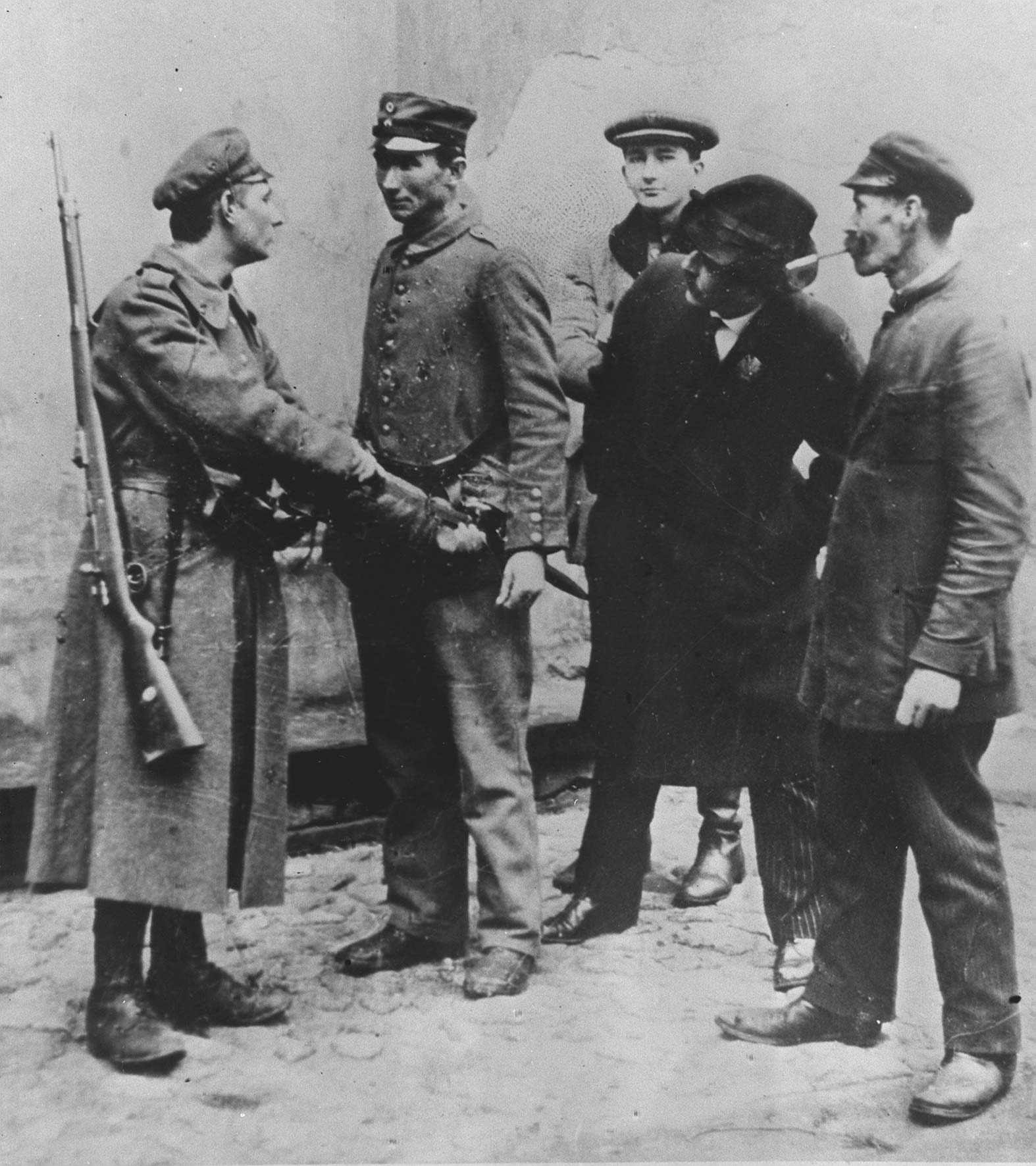
Rozbrajanie żołnierzy niemieckich w Warszawie. 10 listopada 1918

Polska Organizacja Wojskowa (POW) – tajna organizacja wojskowa działająca w latach 1914–1921, początkowo na terenie Królestwa Polskiego, potem także w Rosji i innych ziemiach zaboru rosyjskiego oraz na terenie zaboru austriackiego. Związane z nią były luźno Polska Organizacja Wojskowa Zaboru Pruskiego, a także Polska Organizacja Wojskowa Górnego Śląska oraz Polska Organizacja Wojskowa Litwy Kowieńskiej.

## Dowództwo
Przez cały okres swego istnienia organizacja uznawała polityczne i wojskowe zwierzchnictwo Józefa Piłsudskiego, który był komendantem głównym POW. Po kryzysie przysięgowym i aresztowaniu Piłsudskiego, jesienią 1917 komendantem głównym POW został najstarszy stopniem spośród pozostałych na wolności oficerów I Brygady, płk Edward Śmigły-Rydz; do grudnia 1917 utworzono Komendę Główną. Linię polityczną obozu piłsudczykowskiego ustalać zaś miał powstały latem 1917 ściśle zakonspirowany Konwent Organizacji A. Na czele prac politycznych Konwentu stał Jędrzej Moraczewski, na czele prac wojskowych – płk Edward Śmigły-Rydz.
Komendanci główni:
- Józef Piłsudski – do lipca 1917
- Edward Śmigły-Rydz[1] – od października 1917

## Powstanie organizacji
Przed wybuchem I wojny światowej na terenie Warszawy działały dwa środowiska prowadzące prace wojskowe związane z irredentą antyrosyjską. Były to Polskie Drużyny Strzeleckie kierowane przez Aleksandra Tomaszewskiego i liczące ok. 400 osób oraz Związek Walki Czynnej kierowany przez Romana Wegnerowicza i skupiający około 300 członków. Z inicjatywy przybyłych w początkach sierpnia 1914 z Galicji – Karola Rybasiewicza (PDS) i Adama Koca (ZWC), po rozmowach 10 sierpnia nastąpiło połączenie obydwu organizacji. Na czele nowej struktury stanął Karol Rybasiewicz, a jego zastępcą został Adam Koc. Organizacja uznała zwierzchnictwo Józefa Piłsudskiego jako komendanta Wojsk Polskich. Od niego też oczekiwano rozkazów. W tym pierwszym okresie istnienia organizacji używającej nazwy Polski Związek Wojskowy koncentrowano się głównie na szkoleniu wojskowym, gromadzeniu broni oraz pracach wywiadowczych. Przygotowywano się również do działań na wypadek zajęcia przez Niemców Warszawy w październiku 1914. Organizacja weszła w skład Zjednoczenia Organizacji Niepodległościowych. W tym czasie Piłsudski popierając warszawską inicjatywę skierował do Warszawy 13 października 1914 swojego emisariusza, a zarazem nowego komendanta ppor. Tadeusza Żulińskiego. To on właśnie po objęciu dowództwa 22 października 1914 nadał nazwę organizacji – Polska Organizacja Wojskowa.

## Przeciw Rosji (sierpień 1914 – sierpień 1915)
Nowy komendant opracował zgodnie z wytycznymi Piłsudskiego Deklarację POW która stała się jej najważniejszym dokumentem programowym. Jednoznacznie stwierdzano w nim, że „celem POW jest zdobycie niepodległości Polski drogą walki zbrojnej”. Za głównego przeciwnika na tym etapie uznawano imperium rosyjskie. Znamiennym było, że artykuł 2 podkreślał tymczasowość frontu antyrosyjskiego i nie wykluczał tym samym podjęcia walki przeciwko innym zaborcom. Jednocześnie podkreślano, że „POW jest organizacją apolityczną grupującą ludzi różnych przekonań i może podlegać jedynie Rządowi Narodowemu”. W Deklaracji podkreślano związki łączące POW z Legionami Polskimi walczącymi przeciw Rosji. W tym czasie POW weszła do Unii Stronnictw Niepodległościowych w której władzach zasiadał także Tadeusz Żuliński, ale współpracowano także ze środowiskiem Konfederacji Narodowej Polskiej i Blokiem Centrum. Już w pierwszych miesiącach działalności POW zbudowała podstawową siatkę organizacyjną która stała się bazą jej dalszego rozwoju (zob. niżej struktura organizacyjna). Rozpoczęto także działalność konspiracyjną w Wilnie, Moskwie i Petersburgu. POW prowadziła szkolenie wojskowe młodzieży oraz działalność wywiadowczo-dywersyjną na tyłach wojsk rosyjskich. W tym celu powołano do życia Oddział Lotny Wojsk Polskich (zob.) podporządkowany bezpośrednio Żulińskiemu.

### Struktura organizacyjna
Schemat struktury organizacyjnej w tym okresie regulowała „Deklaracja POW” wydana przez komendanta Tadeusza Żulińskiego „Roman Barski” w październiku 1914. Zgodnie z nią na czele organizacji stał komendant „mianowany przez Komendę Główną Legionów Polskich”. Komendantowi bezpośrednio podlegał wydział bojowy, zaś pozostałą częścią organizacji kierował za pomocą „zastępców i pomocników” którzy odpowiadali za poszczególne działy aktywności POW. Wchodzili oni w skład Komendy POW (zwanej też wówczas Polską Komendą Wojskową). Jej członkami poza kolejnymi komendantami ppor. Tadeuszem Żulińskim, Aleksandrem Sulkiewiczem „Michał” i mjr. Michałem Żymierskim byli: Karol Rybasiewicz „Wilczyński”, Aleksander Tomaszewski „Wysocki”, Konrad Libicki „Buyno”, Adam Koc „Witold” oraz Maria Kwiatkowska „Ella”, a także dowódcy Oddziału Lotnego Wojsk Polskich. W pracach Komendy uczestniczyli także emisariusze Józefa Piłsudskiego przedostający się przez linię frontu.
Polska Organizacja Wojskowa działała wówczas jedynie „na terenach zajętych przez wojska rosyjskie”. Obszar ten był podzielony na okręgi. Ich dowódcy posiadający bardzo dużą samodzielność odpowiadali za rozwój liczebny oraz za zapewnienie podstaw materialnych dla działalności POW. Na początku 1915 istniały cztery okręgi: warszawski (Adam Koc, Bogusław Miedziński „Świtek”), lubelski (Andrzej Turczyński-Brenner „Mieczysław II” i Tadeusz Herfurt „Armak”, radomski (Karol Rybasiewicz) i siedlecki (Bogusław Miedziński, Józef Korczak „Piotr”). Ponadto na prawach okręgu działały komendy POW w Petersburgu, Kijowie i Wilnie. Podstawową organizacjami miały być komendy miejscowe. Ich dowódcy zajmowali się werbunkiem nowych członków i ich wojskowym szkoleniem. W miarę rozwoju organizacji dopuszczano możliwość by kilka komend miejscowych tworzyło komendę obwodową. W tym czasie najsłabszą działalność przejawiały właśnie komendy miejscowe, stąd POW aż do końca omawianego okresu nie reprezentowała poważniejszej siły wojskowej. Podanie dokładnej liczby członków POW w tym okresie jest niemożliwe. Według danych Komendy POW w czerwcu 1915 liczba członków wynosiła wówczas 1100 osób, z czego najwięcej w okręgu lubelskim (400 osób) i warszawskim (260 osób). Niektórzy przedwojenni autorzy zaliczali do członków POW wszystkich tych którzy w sierpniu 1915 zgłosili się do I Brygady Legionów – i w ten sposób szacując liczebność organizacji na ok. 4 tysiące osób. Liczba ta niewątpliwie jest zawyżona i obejmuje nie tylko zaprzysiężonych członków organizacji, lecz także szerokie grono jej sympatyków, które zdecydowało się zasilić szeregi legionowe. Praktycznie w wyniku mobilizacji niemal wszystkich zaprzysiężonych i zdolnych do służby wojskowej członków latem 1915 organizacja przestała istnieć. Dotychczasową działalność nadal prowadziły odcięte linią frontu komendy na terenie Rosji i Ukrainy.

## O rząd i armię (wrzesień 1915 – czerwiec 1917)
Po zajęciu Królestwa przez państwa centralne, większość członków POW wstąpiła do Legionów Polskich, a organizacja działała półlegalnie. Jej polityczną reprezentacją w tym okresie pozostawał najpierw Komitet Naczelny Zjednoczonych Stronnictw Niepodległościowych, a następnie Centralny Komitet Narodowy, które próbowały w oparciu o współpracę z państwami centralnymi zbudować podstawy niepodległego państwa polskiego – rząd i armię polską. Podstawą programową tej działalności miała być sformułowana przez Józefa Piłsudskiego koncepcja licytacyjna sprawy polskiej. Stąd Piłsudski wstrzymał wstępowanie członków POW do Legionów, postanawiając odbudować i rozbudować organizację. Miała ona służyć Piłsudskiemu jako karta przetargowa w rokowaniach z państwami centralnymi w sprawie powołania armii i rządu polskiego. POW tym samym miała się stać alternatywą dla Legionów i stać się podstawą dla tworzonej pod egidą Tymczasowej Rady Stanu armii polskiej. O półlegalnym charakterze działalności POW w tym czasie może świadczyć odbycie 29 kwietnia 1917 w Zielonej pod Wawrem dużych ćwiczeń POW. Uczestniczył w nich między innymi Józef Piłsudski, Stefan Pomarański, Tadeusz Kasprzycki, Janusz Jędrzejewicz, Wacław Jędrzejewicz, Henryk Krok-Paszkowski i Janusz Gąsiorowski oraz inni członkowie Komendy Naczelnej POW. Rewolucja w Rosji, która spowodowała m.in. daleko idące deklaracje nowych władz rosyjskich wobec sprawy polskiej, a zarazem niechęć państw centralnych do dania Polakom rzeczywistych koncesji politycznych. spowodowały, że prowadzona pod egidą Centralnego Komitetu Narodowego polityka zakończyła się fiaskiem.

### Struktura organizacyjna
W związku ze zmianą strategii lewicy niepodległościowej po zajęciu całego Królestwa od jesieni 1915 podjęto działania na rzecz odbudowy struktur POW. Zadanie to powierzył Józef Piłsudski nowemu od 14 września 1915. Naczelnemu Komendantowi organizacji kapitanowi Tadeuszowi Kasprzyckiemu. Proces ten jednak z powodu braków kadrowych następował jednak powoli i aż do wiosny 1916 nie udało się wyjść poza fazę wstępnych prac organizacyjnych. Wysiłki w tym czasie skoncentrowano na wzroście liczebnym szeregów, mniej zwracając uwagę na budowę sformalizowanej struktury organizacji. W okresie od kwietnia do sierpnia 1916 udało się ujednolicić wreszcie normy organizacyjne. Bezpośrednią działalnością POW kierowała Komenda Naczelna, od kwietnia 1916 podzielona na trzy komisje: szkolną, wydawniczą i organizacyjną. Od drugiej połowy 1916 Kasprzycki kierował zarówno KN, jak i całą organizacją przy pomocy Ścisłego Sztabu do którego wchodzili: zastępca Komendanta Naczelnego – Kazimierz Sawicki „Zawisza”, referent polityczny – Walery Sławek „Gustaw” i adiutant Komendy Naczelnej – Bogusław Miedziński „Świtek”. Komendzie Naczelnej podlegały komendy okręgowe których organizację ukończono wiosną 1916 roku. Ich liczna początkowo wynosiła jedenaście (mniej więcej odpowiadały one dawnym guberniom), jednak w miarę rozrostu organizacji liczba ich rosła, by na jesieni 1916 osiągnąć liczbę dziewiętnastu, zaś wiosną 1917 dwadzieścia jeden, gdyż z okręgu VI kieleckiego wydzielono okręg VI a – miechowski, a z VIII lubelskiego okręg VIII a – zamojski.
| Okręgi Polskiej Organizacji Wojskowej (jesień 1916) | Okręgi Polskiej Organizacji Wojskowej (jesień 1916) | Okręgi Polskiej Organizacji Wojskowej (jesień 1916) |
| --------------------------------------------------- | --------------------------------------------------- | --- |
| Nr                                                  | Okręg                                               | Terytorium – powiaty |
| I                                                   | Warszawa                                            | miasto Warszawa |
| I a                                                 | warszawski                                          | błoński, gostyniński, grójecki, kutnowski, łowicki, nieszawski, nowomiński, płoński, radzymiński, skierniewicki, sochaczewski, warszawski i włocławski, garwoliński, rawski |
| II                                                  | płocki                                              | ciechanowski, lipnowski, mławski, płocki, przasnyski, rypiński, sierpecki                                                                                                   |
| II a                                                | pułtuski                                            | pułtuski |
| III                                                 | kaliski                                             | kaliski, kolski, koniński, słupecki, turecki, |
| IV                                                  | łódzki                                              | miasto Łódź, pow. łódzki, łaski, brzeziński, łęczycki, sieradzki |
| V                                                   | piotrkowski                                         | piotrkowski, radomszczański |
| V a                                                 | częstochowski                                       | częstochowski, wieluński |
| V b                                                 | Zagłębie                                            | będziński |
| VI                                                  | kielecki                                            | jędrzejowski, kielecki, miechowski, olkuski, pińczowski, stopnicki, włoszczowski.                                                                                           |
| VII                                                 | radomski                                            | iłżecki, kozienicki, koński, opatowski, opoczyński, radomski, sandomierski                                                                                                  |
| VIII                                                | lubelski                                            | biłgorajski, chełmski, hrubieszowski, janowski, krasnostawski, lubartowski, lubelski, puławski, tomaszowski i zamojski, włodawski                                           |
| IX                                                  | siedlecki                                           | bialski, konstantynowski, łukowski, radzyński, siedlecki, sokołowski, węgrowski,                                                                                            |
| X                                                   | łomżyński                                           | kolneński, łomżyński, makowski, mazowiecki, ostrołęcki, ostrowski, szczuczyński                                                                                             |
| XI                                                  | wileński                                            | bez wyraźnie określonego terytorium |

Szybki rozwój struktur okręgowych połączony z ogólną rozbudową organizacji spowodował kolejne zmiany. W sierpniu 1916 dla sprawniejszego zarządzania POW utworzono wyższe jednostki organizacyjne, nazywane grupami okręgów. Obejmowały one: grupa A: okręgi I (Warszawa) i II a (pułtuski), grupa B: okręgi Ia (warszawski) II (płocki), grupa C: okręgi III (kaliski) i IV (łódzki), grupa D: V a (częstochowski) i Vb (Zagłębie), grupa E: okręgi V (piotrkowski), VI (kielecki), VII (radomski). Pozostałe okręgi: lubelski, siedlecki, łomżyński i wileński podlegały nadal bezpośrednio Komendzie Naczelnej. Rozwój liczebny organizacji wpłynął także na zmiany w strukturze samych okręgów, podzielonych od tej pory na obwody (obejmujące w zasadzie obszar jednego powiatu) którym podlegały komendy lokalne (większość z nich obejmowała działalnością miasto lub gminę). Komendy Lokalne prowadziły działalność za pomocą jednostek takich jak sekcje, plutony i kompanie. Najniższą komórką organizacyjną była sekcja licząca osiem osób. Ponadto w każdym okręgu od końca 1915 tworzono odrębne oddziały żeńskie.
Według danych Komendy Naczelnej POW organizacja w lipcu 1916 liczyła 5057 członków. Jej liczebność jednak szybko rosła w drugiej połowie 1916. Na przełomie 1916/1917 roku według danych Komendy Naczelnej POW do organizacji należało 36 oficerów, 46 podchorążych, 440 podoficerów i 10 700 szeregowych, czyli ponad 11 200 członków. W ocenie Józefa Piłsudskiego POW pod koniec marca 1917 liczyła już ok. 15 tysięcy zaprzysiężonych członków. Napływ tak dużej rzeszy nowych ludzi do POW stawiał na jednym z pierwszych miejsc kwestię utrzymania dyscypliny w szeregach organizacji, stąd w tym czasie w jej ramach powołano nową formacje Żandarmerię. Spowodowało to także konieczność przeprowadzenia reorganizacji Komendy Naczelnej. Zmiany wprowadzano stopniowo i pod koniec marca 1917 Komenda zamiast poprzednich trzech komisji dzieliła się na pięć wydziałów, które z kolei dzieliły się na referaty i sekcje.
| Struktura Komendy Naczelnej Polskiej Organizacji Wojskowej (marzec 1917) | Struktura Komendy Naczelnej Polskiej Organizacji Wojskowej (marzec 1917) | Struktura Komendy Naczelnej Polskiej Organizacji Wojskowej (marzec 1917)                                                                     |
| ------------------------------------------------------------------------ | ------------------------------------------------------------------------ | --- |
| Nr Wydziału                                                              | zakres kompetencji                                                       | referaty i sekcje |
| I                                                                        | sprawy wewnętrzne                                                        | referat spraw ogólnych i wewnętrznych organizacji                                                                                            |
| I                                                                        | sprawy wewnętrzne                                                        | referat inspekcji o objazdów |
| I                                                                        | sprawy wewnętrzne                                                        | kancelaria Komendy Naczelnej |
| I                                                                        | sprawy wewnętrzne                                                        | referat poczty |
| II                                                                       | sprawy wydawnicze i szkolnicwo                                           | referat spraw szkolnych, programów i inspekcji szkolenia                                                                                     |
| II                                                                       | sprawy wydawnicze i szkolnicwo                                           | komisja wydawnicza a) redakcje pism „Strzelec”, „Przegląd Wojskowy”, b) sekcja administracji i techniki wydawnictw, c) sekcja kartograficzna |
| II                                                                       | sprawy wydawnicze i szkolnicwo                                           | Biblioteka i komisja prac o charakterze naukowym (słownictwo wojskowe, projekty ustaw wojskowych)                                            |
| II                                                                       | sprawy wydawnicze i szkolnicwo                                           | szkoła oficerska w Warszawie |
| III                                                                      | sprawy polityczne i wychowanie ideowe                                    | referat polityczny |
| III                                                                      | sprawy polityczne i wychowanie ideowe                                    | referat propagandy na rzecz wojskowości polskiej                                                                                             |
| III                                                                      | sprawy polityczne i wychowanie ideowe                                    | dział legionowy i opieki nad żołnierzami i ich rodzinami                                                                                     |
| IV                                                                       | sprawy mobilizacji i ewidencji personalnej                               | Centralne Biuro Ewidencyjne |
| IV                                                                       | sprawy mobilizacji i ewidencji personalnej                               | Centralne Biuro ds. Mobilizacji |
| IV                                                                       | sprawy mobilizacji i ewidencji personalnej                               | referat spraw personalnych |
| IV                                                                       | sprawy mobilizacji i ewidencji personalnej                               | referat do spraw Pomocniczych Komitetów Wojskowych                                                                                           |
| IV                                                                       | sprawy mobilizacji i ewidencji personalnej                               | referat sanitarny |
| IV                                                                       | sprawy mobilizacji i ewidencji personalnej                               | referat szkół zawodowych |
| V                                                                        | skarbowość                                                               | referat organizacji i kontroli rachunkowości                                                                                                 |
| V                                                                        | skarbowość                                                               | kasa centralna i pensje |
| V                                                                        | skarbowość                                                               | sekcja Polskiego Skarbu Wojskowego |

Od maja do sierpnia 1917 stopniowo zlikwidowano grupy okręgów. Po ich zniesieniu dowództwo POW powołało do życia dwie Ekspozytury Komendy Naczelnej: jedną dla okupacji austro-węgierskiej w Lublinie (dowódca Bogusław Miedziński „Świtek”, a następnie Kazimierz Kierzkowski „Jurkowski”), a drugą dla niemieckiej w Warszawie (dowódca Tadeusz Kasprzycki „Mrowiński” a zastępca Jan Opieliński „Zdanowicz”).

## Przeciw państwom centralnym (lipiec 1917 – listopad 1918)
Po kryzysie przysięgowym w lipcu 1917 gros osób z kierownictwa POW zostało aresztowane i internowane do obozów w Szczypiornie i Głodówce, a reszta przeszła do konspiracji. Rozpoczął się nowy etap w działalności POW – walki z państwami centralnymi o niepodległą Polskę. Organizacja odbudowała swoje struktury organizacyjne po represjach, podjęła także działalność w Galicji oraz zintensyfikowała działalność na terenach ogarniętego rewolucją imperium rosyjskiego (zob. niżej). Przygotowywano także plany anty-okupacyjnego wystąpienia w Królestwie Polskim oraz wyzwolenia Galicji (Planami tymi nie została objęta KN 3 – Wschód). Jedną z oznak zmieniającej się sytuacji było od lutego 1918 wzmożenia akcji przeciw władzom i garnizonom wojsk państw centralnych. Do najbardziej spektakularnych akcji w tym czasie należała akcja ekspropriacyjna pod Bąkowcem koło Radomia (12 października 1918), podczas której zdobyto sumę 1 800 000 koron, a także przeprowadzona w okupacji niemieckiej tzw. krwawa środa, czyli akcja likwidacji konfidentów i żandarmów (16 października 1918). Ze względu na postępujący rozkład monarchii habsburskiej akcja wyzwalania ziem polskich rozpoczęła się w Galicji. Akcją tą kierował za zgodą władz POW płk Bolesław Roja, który opierając się przede wszystkim na polskich żołnierzach służących w armii austro-węgierskiej doprowadził do rozbrojenia garnizonów tej ostatniej w zachodniej części Galicji, we wschodniej bowiem władze przejęli Ukraińcy. Ze bardziej spektakularnych akcji POW na tym terenie można wymienić rozbrojenie garnizonu rzeszowskiego i przejęcie kontroli nad tym miastem. Zmobilizowane galicyjskie oddziały POW zostały w większości przez Roję wysłane na front pod Przemyślem. W tym samym czasie POW przystąpiła do rozbrajania wojsk okupacyjnych w okupowanej przez Austro-Węgry części Królestwa. Działano tu zarówno przeciw okupantom, ale także przeciwko agendom mianowanej przez okupantów Rady Regencyjnej również próbującym przejąć władzę na tym terenie. W wyniku akcji POW w ciągu kilku pierwszych dni listopada opanowała ona główne ośrodki okupacji Lublin, Radom, Kielce i większość jej obszaru. Zarazem POW wraz z Pogotowiem Bojowym PPS stało się głównymi formacjami powstałego Tymczasowego Rządu Ludowego Republiki Polskiej w Lublinie, a Komendant Główny POW Edward Rydz-Śmigły został jego ministrem. Sygnałem do rozbrojenia Niemców w generalnym gubernatorstwie warszawskim stał się przyjazd 10 listopada 1918 Józefa Piłsudskiego do Warszawy z internowania w Magdeburgu. Akcję tę przeprowadziła POW wspierana przez organizacje bojowe związane z PPS i NZR, a także inne organizacje m.in. dowborczyków. Na ogół rozbrojenie przeprowadzono ze względu na demoralizację armii niemieckiej bez większych problemów, jednak w kilku miejscowościach (Koło, Mława, Międzyrzecz) doszło do większych starć i rozlewu krwi. Po przejęciu władzy przez Naczelnika Państwa Józefa Piłsudskiego i powstaniu rządu Jędrzeja Moraczewskiego członkowie POW stali się w wielu przypadkach kadrami tworzonych formacji wojskowych i policyjnych.

### Struktura organizacyjna
Po załamaniu się planów budowy armii polskiej oraz rozwiązania kwestii polskiej w oparciu o państwa centralne czego widomą odznaką stał się kryzys przysięgowy na organizację spadły dotkliwe represje. Były one tym bardziej dotkliwe że w po powstaniu TRS nastąpiło niemal całkowite rozkonspirowanie POW. Niemcy chcąc sparaliżować niebezpieczną dla nich organizację w połowie lipca 1917 aresztowali większość członków Komendy Naczelnej oraz znaczną część dowódców okręgów, stanowiło to około 90 osób. Represje spowodowały znaczny paraliż decyzyjny w ramach Polskiej Organizacji Wojskowej. Według przedwojennej Encyklopedii Wojskowej zamarła działalność w pięciu z istniejących 21 okręgów. Przetrwały tam zaledwie nieliczne punkty konspiracyjne. Spadła także znacznie liczebność organizacji – pod koniec 1917 miała ona skupiać ok. 6 tysięcy osób. W nowej sytuacji zmiany wymagały przede wszystkim struktury dowodzenia i zasady funkcjonowania POW. Zadanie to przypadło nowemu komendantowi głównemu – pełniącemu tę funkcję od października 1917 płk Edwardowi Śmigłemu-Rydzowi. Przede wszystkim podjął on decyzję o ścisłym zakonspirowaniu organizacji – pośrednio wpłynęło to niewątpliwie na spadek liczebności POW, gdyż część z członków została w poprzednim okresie zdekonspirowana. Należy także podkreślić, że w największym stopniu represje dotknęły przede wszystkim obszar okupacji niemieckiej, w austriackiej zaś miały one stosunkowo niewielki zasięg. Edward Rydz-Śmigły powołał do życia nową strukturę Komendę Główną POW z siedzibą w Krakowie, której trzon stanowi byli oficerowie legionowi, m.in. Julian Stachiewicz (szef sztabu), Włodzimierz Bochenek, Władysław Bortnowski, Bolesław Wieniawa-Długoszowski, Adam Dobrodzicki, Julian Hersztal, Wacław Lipiński, Witold Skokołowski, Franciszek Studziński. Pod koniec 1917 w związku z rozpoczęciem akcji budowy struktur organizacyjnych w Galicji powołano do życia Komendę Naczelną POW nr 2. Jej komendantem został Władysław Bończa-Uzdowski, a szefem sztabu Mieczysław Więckowski. Nowej dynamiki pracom organizacyjnym nadały wydarzenia z lutego 1918 roku, gdy przez Królestwo i Galicję przetoczyła się fala protestów skierowanych przeciwko postanowieniom traktatu brzeskiego. Te powszechne nastroje społeczne sprzyjały odbudowie stanu liczebnego organizacji jednoznacznie już w tym czasie kojarzoną z walką o niepodległą Polskę. Zjawiskiem który ułatwiał ten proces był napływ do organizacji byłych wojskowych zarówno walczących wcześniej w Legionach (od marca 1918 Niemcy rozpoczęli zwalnianie internowanych w Beniaminowie, Szczypiornie i Łomży), jak i w armiach zaborczych. W Galicji szeregi organizacji zaczęli także zasilać dezerterzy z armii austro-węgierskiej. Ważnym posunięciem było wprowadzenie na początku 1918 trzech kategorii członkostwa – „A” (ścisła), – „B” (przygotowawcza) – „C” (rezerwowa). Oddzielny status posiadały ponadto członkinie oddziałów żeńskich. Udało się wiosną 1918 odtworzyć Komendę Naczelną POW nr 1 w Warszawie pod dowództwa Jana Opielińskiego. Od maja 1918 dzieliła się ona na 2 grupy wydziałów. Grupa „A” obejmowała pięć wydziałów: I (personalno-ewidencyjny), II (szkolny), III (łączności), IV (agitacji), V (skarbowy) zaś grupa „B” trzy: VI (wywiadu i działań czynnych), VII (intendentury), VIII (szkolenia specjalnego).
Pod koniec października 1918 struktura organizacyjna POW przedstawiała się następująco:
- Komenda Główna z siedzibą w Krakowie komendant główny płk E. Rydz-Śmigły oraz szef sztabu mjr Julian Stachiewicz.
- Komenda Naczelna nr 1 w Warszawie (komendant Adam Koc), której podlegały okręgi: I Warszawa (prowincja), Ia Warszawa (miasto), II Łódź, III Siedlce (od 1915 IX, a od 1918 ponownie III; komendanci: kpt. Henryk Krok-Paszkowski, por. Stanisław Hempel, ppor. Artur Maruszewski „Jan Sosnowski”, por. Karol Wędołowski, Stefan Pióro „Sęp”, kpt. Władysław Horyd „Przerwic”), IV Łomża, V Pułtusk, VI Płock, VII Włocławek, VIII Kalisz, IX Częstochowa, X Podlasie. W stadium organizacji znajdował się samodzielny okręg wileński.
- Komenda Naczelna nr 2 w Krakowie (mjr Władysław Bończa-Uzdowski), której podlegały okręgi: Kraków, Lwów, Podkarpacie.
- Komenda Naczelna nr 3 w Kijowie (Leopold Lis-Kula), której podlegały komendy okręgowe: w Kijowie (okręg „A”), Odessie („B”), Płoskirowie („C”), Żytomierzu („D”), Winnicy („E”), Równem („F”), Mińsku („G”), Moskwie („L”), Charkowie („M”). Struktura w KN nr 3 miała charakter wyspowy – koncentrowała się wyłącznie w skupiskach ludności polskiej.
- Komenda Naczelna nr 4 w Lublinie (mjr Stanisław Burhardt-Bukacki), której podlegały okręgi: V piotrkowski, Vb będziński, VI kielecki, VIa miechowski, VII radomski, VIII lubelski, VIIIa zamojski.

Istniał Centralny Oddział Lotny oraz oddziały lotne we wszystkich Komendach Naczelnych i wszystkich okręgach działających na ziemiach polskich – pełniły one funkcję oddziałów dywersyjnych.
Okręgi dzieliły się na obwody i podobwody. Oddziały zorganizowano w nich w sekcje, plutony i kompanie. Istotną rolę w konspiracji odgrywały kobiety – działało ponad 20 oddziałów żeńskich POW zrzeszających ponad 1000 członkiń – zajmowały się one wywiadem, działalnością kurierską, prowadzeniem prac biurowych w sztabach oraz kierowały produkcją fałszywych dokumentów w Biurach Paszportowych. Działała także służba bezpieczeństwa, żandarmeria i sądy POW. Organem prasowym POW był od 1916 tygodnik Rząd i Wojsko.

## Likwidacja Polskiej Organizacji Wojskowej
Proces likwidacji tak dużej struktury jaką stanowiła POW pod koniec 1918 był siłą rzeczy rozciągnięty w czasie. Zapoczątkował go rozkaz Edwarda Rydza-Śmigłego z 11 listopada, który wcielił członków POW na terenie Galicji, a także KN nr 4 do Wojska Polskiego. Zakończyły go decyzje dowódcy okręgu warszawskiego WP płk Kazimierza Sosnkowskiego (29 listopada 1918) i dowódcy okręgu łódzkiego generała Aleksandra Osińskiego (8 grudnia 1918) dokonujące tego samego na terenie byłej okupacji niemieckiej. Do ostatecznego rozwiązania licznych spraw pozostałych po zlikwidowanej organizacji w miejsce komend okręgowych utworzono komisje likwidacyjne. Ocenia się, że z terenów obu okupacji zmobilizowano do Wojska Polskiego ok. 26 000 członków POW. Stali się oni podstawą kadrową dla tworzonych wówczas 1, 5, 9 pp Leg. oraz 11, 17, 18, 22, 23, 24, 25, 26, 27, 32, 33, 34, 35, 36 pp.
Członkowie POW brali także udział w powstaniu wielkopolskim, sejneńskim i w powstaniach śląskich. W okresie międzywojennym organizacjami kombatanckimi zrzeszającymi byłych członków POW były: Polska Organizacja Wolności, a następnie od 1929 Związek Peowiaków oraz Związek Peowiaczek. Ten ostatni wraz ze Związkiem Legionistów wydawał w latach 1937–1939 kwartalnik „Żołnierz Legionów i POW” poświęcony historii tych formacji.

## Działalność POW na terenie Imperium Rosyjskiego i Rosji Sowieckiej (1914–1921)
Początki działalności POW na tym terenie datują się na koniec 1914 roku kiedy pierwszy komendant Tadeusz Żuliński nawiązał kontakt ze środowiskami irredenty antyrosyjskiej na tym terenie i włączył je w struktury powstającej organizacji. W tym czasie na prawach okręgów funkcjonowały komendy POW w Petersburgu (Franciszek Salezy Skąpski „Karol Doliwa”), w Kijowie (Józef Bromirski „Jot”) i Wilnie (Eugeniusz Dobaczewski). Głównym ośrodkiem prac POW w Rosji pozostawał ośrodek petersburski, którego dowódca Franciszek Skąpski został w lipcu 1915 mianowany przez Żulińskiego komendantem naczelnym POW na Rosję. Jego rola wzrosła jeszcze po sierpniu 1915 roku gdy Królestwo zostało odcięte linią frontu od Rosji i Ukrainy. Prężnie rozwijał się także ośrodek kijowski, w którym na wzór warszawski utworzono szkołę oficerską dla 50 słuchaczy. Po akcie 5 listopada doszło do podziału w POW działającej w imperium rosyjskim. Komendant naczelny Franciszek Skąpski chciał wówczas zaprzestania działalności wojskowej i podjęcia przez POW tylko aktywności politycznej. Z tym nie zgadzała się kijowska organizacja POW na czele z Józefem Bromirskim. W rezultacie nastąpiło zerwanie łączności w POW między Petersburgiem a Kijowem. W kwietniu 1917 na skutek interwencji emisariuszy z kraju odbudowano jedność organizacji.
Po reorganizacji POW przeprowadzonej w październiku 1917 całością prac w byłym imperium rosyjskim kierowała Komenda Naczelna nr 3 w Kijowie. Jej pierwszym komendantem był Józef Bromirski (październik 1917 – marzec 1918) następnymi: Bogusław Miedziński (marzec – lipiec 1918), Leopold Lis-Kula „Jeleński” (lipiec – listopad 1918). Szefem sztaby KN 3 pozostawał Tadeusz Schaetzel. W 1918 w skład KN 3 wchodziły następujące okręgi A – Kijów, B – Odessa, C – Płoskirów, D – Żytomierz, E – Winnica, F – Równe, G – Mińsk Litewski, L – Moskwa-Petersburg, M – Charków.
Po likwidacji POW w Kongresówce i Galicji w listopadzie 1918 KN-3 POW została ulokowana w Warszawie podporządkowana Naczelnemu Dowództwu WP. W l. 1918–1921 spełniała zadania wywiadowcze na tyłach wojsk sowieckich. W tym czasie komendantami naczelnymi byli Przemysław Barthel de Weydenthal, Henryk Józewski, Stefan Bieniewski. Od połowy 1920 roku podzielona była na tereny, a te z kolei na okręgi. Teren A – ukraiński (obejmował okręgi: kijowski i charkowski), Teren B – Zagłębie Donieckie, Teren C – czarnomorski (okręgi I – odeski, II – krymski, III besarabski); Teren D – bliskiego wschodu (okręgi: I – Konstantynopol, II – Tyflis), Teren E – kozacki (Rostów n. Donem) Ponadto istniały struktury w Moskwie (Bronisław Nakoniecznikow-Klukowski) oraz krajach bałkańskich. Oprócz tych struktur, na wschodzie działała pod koniec 1918 przejściowo Komenda Naczelna POW nr 5 z siedzibą w Mińsku której podporządkowane były organizacje POW na Litwie i Białorusi. KN 5 dowodził Mikołaj Gołębiowski „Ildefons Krynicki”. W trakcie wojny polsko-bolszewickiej przekazała on ludzi i sprzęt do Samoobrony Litwy i Białorusi
Naczelny Wódz dekretem z 17 maja 1922 roku odznaczył orderem wojskowym  „Virtuti Militari" V klasy „za czyny w b. P.O.W. na Wschodzie (K.N. III)”, niżej wymienionych oficerów i szeregowych: 
1. szer. Mieczysław Arcinowski nr 7585 (KNzM)
2. ś.p. Zygmunt Bajkowski nr 7898
3. ś.p. Karol Basiński „Kuba” nr 7825 (KN)
4. ś.p.Jerzy Bolewski nr 7897 (KNzM)
5. ś.p. Michał Brzozowski nr 7899
6. ś.p. Wanda Burdon (właśc. Bourdon) nr 7900
7. ppor. Stefan Bieniewski nr 7586 (KNzM)
8. Józef Jot-Bromirski nr 7587 (KNzM)
9. Antoni Chawchaluk nr 7623 (MN)
10. ś.p. Paulina Choromańska nr 7901
11. ś.p. Stefan Czarnecki nr 7902
12. por. Jan Chmielewski nr 7589
13. ś.p. Mikołaj Demidowicz (Demidecki-Demidowicz) nr 7904 (KN)
14. ś.p. Feliks (Felicjan) Dyszlonek nr 7903 (KN)
15. por. Antoni Dąbrowski „Antek Ceratka” nr 7590
16. urzędnik wojsk. IX rangi Tadeusz Dłużniakiewicz nr 7591
17. Halina Dybczyńska-Niezbrzycka nr 7593 (KN)
18. ś.p. Antoni d’Erceville nr 7905
19. ś.p. Piotr Fiodorowicz nr 7906 (KNzM)
20. ś.p. Sergiusz Fiodorowicz nr 7909 (KNzM)
21. ppor. Edmund Farenholc nr 7594 (KN)
22. ś.p. Maria Gnatkowska „Ob. Cyganiewiczówna” nr 7896
23. ś.p. Stanisław Gnatkowski (brat Marii) nr 7895 (KNzM)
24. ś.p. Jadwiga Goszczycka „Ob. Ordonówna” nr 7910 (KNzM)
25. ś.p. szer. Zygmunt Grabowiecki nr 7911 (KN)
26. ś.p. Wacław Grzymała nr 7908
27. kpt. Wacław Głazek nr 7595 (KNzM)
28. ś.p. Janina Holecka „Maria Dunin” nr 7912 (KN)
29. por. Ignacy Harski nr 7596 (KNzM)
30. Hanna Hubicka „Ob. Korczakowa” nr 7598 (KNzM)
31. płk Stefan Hubicki nr 7597 (KNzM)
32. ś.p. Zofia Jankowska nr 7913
33. ś.p. Jadwiga Jankowska nr 7915
34. ś.p. Mieczysław Jankowski (brat Jadwigi) nr 7916
35. ś.p. ppor. Ignacy Jeziorkowski „Icek” nr 7914 (KNzM)
36. sierż. Romuald Jabłoński nr 7599 (KN)
37. Henryk Józewski nr 7600 (KNzM)
38. ś.p. Janina Koczorowska (lub Kaczorowska) nr 7920
39. ś.p. Leon Korzeniowski nr 7924 (KN)
40. ś.p. Mieczysław Kowrygo nr 7922 (KN)
41. ś.p. Zygmunt Kozłowski nr 7921 (KN)
42. ś.p. Maria Kraśnicka nr 7909
43. ś.p. Stanisław Krukowski nr 7919 (KN)
44. ś.p. Florian Krzeczkowski nr 7925 (KN)
45. ś.p. Witold Kuczyński „Mazanowski” nr 7917 (KN)
46. por. Władysław Karaś „Czarny” nr 7588 (KNzM)
47. por. Jerzy Kowalewski nr 7604
48. kpt. Henryk Marian Królikowski „Muszkiet” nr 7601 (KNzM)
49. kpt. Tadeusz Kruk-Strzelecki nr 7603 (KNzM)
50. ppor. Józef Kwiatkowski nr 7602
51. ś.p. Wanda Langiertówna „Muchołapska” nr 7894 (KNzM)
52. ś.p. Antoni Listopadzki nr 7926 (KN)
53. por. Aleksander Lisowski „Gileśko” nr 7605 (KNzM)
54. ś.p. Karol Łastowski nr 7927
55. ś.p. Zofia Łazowska „Halszka” nr 7928 (KN)
56. ś.p. Tadeusz Łukaszewicz nr 7929 (KNzM)
57. ś.p. Helena Metelska nr 7931 (KN)
58. ś.p. Romuald Müller[45] nr 7930
59. kpt. Kazimierz Tadeusz Majewski nr 7610
60. ppor. Jan Mayzel „Szczęsny” nr 7607 (KNzM)
61. Józefa Lis-Błońska z Michałowskich nr 7612 (KN)
62. ppor. Stanisław Michałowski nr 7611
63. szer. Jan Medyński nr 7609 (KN)
64. por. Wacław Mongird nr 7608 (KNzM)
65. urzędnik wojsk. IX rangi Władysław Kudasiewicz-Mysłowski nr 7606
66. ś.p. ppor. Alfred Mielecki nr 5905 (KNzM)
67. ś.p. Stanisław Niwiński nr 7932
68. pchor. Zygmunt Niżyński nr 7613
69. ś.p. Tadeusz Osiński nr 7933
70. ś.p. Antoni Piotrowicz „Łysy” nr 7937 (KNzM)
71. ś.p. Józef Pokutyński nr 7935 (KNzM)
72. ś.p. Wacław Porzeziński nr 7936
73. ś.p. Maria Przedżymirska vel Przedżemirska nr 7934
74. ppor. Bolesław Pietraszewski „Dzwon” nr 7615 (KNzM)
75. Maria Pigłowska nr 7614 (KN)
76. ś.p. Józef Radziejowski nr 7938
77. ś.p. Wiktor Rodziewicz nr 7939 (KN)
78. kpt. Gustaw Rakowski nr 7617 (KN)
79. Stanisław Rytel nr 7616
80. ś.p. Karol Sadowski nr 7940 (KN)
81. ś.p. Helena Sikorska „Ob. Wirska” nr 7943 (KNzM)
82. ś.p. Maria Skrzycka „Ob. Solecka” nr 7946 (KNzM)
83. ś.p. Jan Skawiński nr 7941
84. ś.p. Stefan Słupski nr 5906
85. ś.p. Jerzy Służewski KS nr 7944
86. ś.p. Józef Sochacki „Andrzej Mówczan” nr 7947 (KNzM)
87. ś.p. Witold Swaryczewski nr 7942
88. ś.p. por. Mateusz Stefanowski „Żywy” nr 7943 (KNzM)
89. ś.p. Bohdan Sułkowski-Ostroróg nr 7945 (KNzM)
90. ś.p. Jan Szewczuk nr 5907 (KNzM)
91. mjr Tadeusz Schaetzel nr 7613 (KNzM)
92. urzędnik wojsk. VIII rangi Marian Scheitz[a] nr 7620 (KN)
93. ppor. Jerzy Siedlecki „Jur” nr 7622 (KNzM)
94. ppor. Krzysztof Leon Jan Siedlecki „Wilhelm Rajner” nr 7619 (KN)
95. Wacław Sołtycki nr 7624 (KN)
96. Władysława Macieszyna ze Srzednickich „Ob. Sława” nr 7592 (KNzM)
97. pchor. Stanisław Szklarski „Bem” nr 7621 (KNzM)
98. por. Czesław Szymkiewicz[b] nr 7625 (KN)
99. ś.p. Janusz Turbański nr 7949
100. ś.p. Stanisław Trentowski nr 7950 (KNzM)
101. ś.p. Ryszard Watenburg nr 7953 (KN)
102. ś.p. Wiktor Warzański nr 7951 (KNzM)
103. ś.p. Anna Węgrzynowska nr 7954 (KN)
104. ś.p. Adam Wiszniewski nr 7952 (KNzM)
105. ś.p. Leon Wiszniewski nr 7956 (KNzM)
106. ś.p. Kazimierz Wybranowski nr 7955
107. kpt. mar. Wiktor Wojnicz nr 7626 (KN)
108. ś.p. por. Tadeusz Zgorzelski nr 7961 (KN)
109. ppor. Jan Wojciech Zgorzelski nr 7629
110. ś.p. Konstanty Zalewski nr 7957
111. ś.p. Witold Żelichowski nr 7958
112. ś.p. Józef Żółtowski nr 7959
113. ś.p. Michał Zublewicz nr 7960 (KNzM)
114. ppor. Wiktor Zabłocki nr 7630 (KN)
115. pchor. Eugeniusz Zambrzycki nr 7632 (KNzM)
116. Ignacy Ziemiański „Topór” nr 7631 (KNzM)
117. por. Ignacy Ziemiański nr 7628
118. por. Kazimierz Zienkiewicz nr 7628 (KNzM)
119. Wincenty Tytus Żmigrodzki nr 7633 (KN)
120. Zygmunt Zublewicz nr 7627
121. mjr SG Tadeusz Zwisłocki nr 7647 (KNzM)

W ZSRR Polacy związani z POW byli prześladowani. W latach 30. wielu z nich zostało aresztowanych przez NKWD i rozstrzelanych (tzw. sprawa POW).

## Upamiętnienie

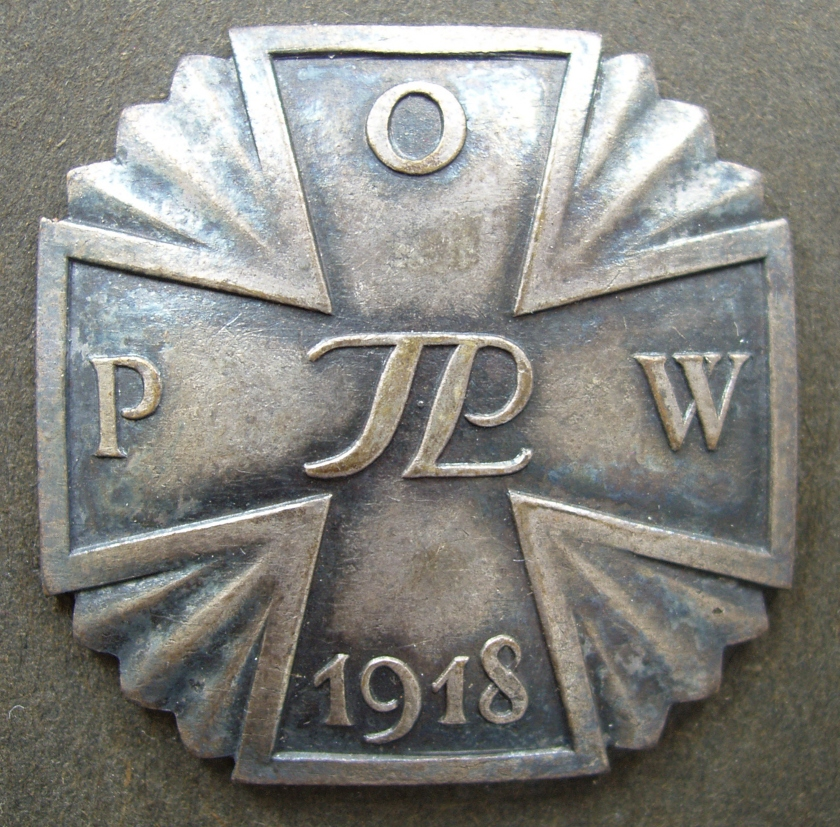
Odznaka pamiątkowa Polskiej Organizacji Wojskowe

W Warszawie znajduje się postawiony w 1933 Pomnik Poległych Żołnierzy Polskiej Organizacji Wojskowej. Na fasadzie Pałacu Prezydenckiego w Warszawie 10 listopada 2010 z inicjatywy i przy udziale Prezydenta RP Bronisława Komorowskiego umieszczono tablicę upamiętniającą zaciągnięcie przez polskich żołnierzy warty przed Pałacem w sierpniu 1915. Jest to rekonstrukcja tablicy wiszącej na budynku w latach 30. Tekst na niej zamieszczony jest następujący: „W tym miejscu stolicy w dniu 5 sierpnia 1915 roku po raz pierwszy od dnia 8 września 1831 stanął jawnie na warcie żołnierz polski z Batalionu Warszawskiego Polskiej Organizacji Wojskowej”.
9 maja 1937 w Czernelicy odsłonięto tablicę upamiętniejącą POW.
Pomniki poświęcone żołnierzom Polskiej Organizacji Wojskowej ustanowiono w Lądku – Borku, Sieradzu, Bełchatowie, Janowie Podlaskim, Dąbrówce Kościelnej, Ciechanowie, Dratowie, Wysokiem Mazowieckim, Urzędowie, Zagórowie-Osinach, Sobieszynie, Wilczogębach. Tablicę pamiątkowe dot. POW znajdują się w Dąbiu, Iłży, Łukowie, Kazimierzu Dolnym, Zamościu, Słupcy, Mińsku Mazowieckim, Radzyminie, Mławie. Imię Polskiej Organizacji Wojskowej noszą: Szkoła Podstawowa nr 172 w Warszawie, Szkoła Podstawowa w Ostrówku, w pow. wołomińskim, zaś imię Żołnierzy Polskiej Organizacji Wojskowej Szkoła Podstawowa nr 3 w Bełchatowie. W 1990 przywrócono nazwę ulicy Polskiej Organizacji Wojskowej w Łodzi, uprzednio istniała w latach 1934–1939. Ulice Polskiej Organizacji Wojskowej znajdują się ponadto w Radzyminie, Sieradzu, Włocławku, Sandomierzu, Żyrardowie, Legionowie, Grójcu, Piotrkowie Trybunalskim. W ramach obchodów 20-lecia obrony Lwowa uchwałą Rady Miasta Lwowa z 21 listopada 1938 przemianowano ulicę Kadecką na Peowiaków. Obecnie ulice Peowiaków są w Lublinie i Zamościu. Imieniem POW nazwano także Park – Ogród w Sławnie.